# Benrather Tankstellenfall
Der Benrather Tankstellenfall ist eine grundlegende Entscheidung des Reichsgerichts zur systematischen Preisunterbietung (Dumping) aus dem Jahre 1931.

## Sachverhalt
„Der Kläger, der seit vielen Jahren eine Tankstelle in B. [Benrath] besitzt, bezog seinen Autotreibstoff bis zum Jahre 1926 von der Erstbeklagten, der Rh.-D. Mineralölwerke AG; diese brachte den Treibstoff unter ihrem Warenzeichen „Stellin“, später unter dem Zeichen „Shell“, in den Verkehr. Nach Beendigung seines festen Vertragsverhältnisses mit der Erstbeklagten bezog der Kläger zur Deckung seines Bedarfs Erzeugnisse von mehreren der verklagten fünf Firmen ohne Preisbindung. Die Beklagten ihrerseits hatten im Mai 1928 ganz Deutschland in Zonen eingeteilt nach der Höhe der Tankstellenpreise, die sie innerhalb derselben Zone immer einheitlich festsetzten. Dieser Vereinbarung trat alsbald eine Reihe anderer großer Unternehmen des gleichen Geschäftszweigs bei. Diese Firmen und die Beklagten schlossen sich zu einer Konvention zusammen, welche die „Bedingungen für den Verkauf von Autotreibstoffen“ vom 1. Oktober 1928 aufstellte. Die Mitglieder verpflichteten sich darin zur Einhaltung bestimmter Richtlinien für den Verkauf ihrer Waren, um auf diese Weise die abträglichen Folgen gegenseitigen Wettbewerbs tunlichst einzuschränken und die von ihnen ins Leben gerufene Verkaufsorganisation zu festigen. Zwar gingen die Mitglieder der Konvention in bezug auf die Tankstellen-Verkaufspreise keine ausdrückliche Bindung ein, sie vereinbarten aber, daß sie sich über diese Preise von Fall zu Fall verständigen wollten. Der Erfolg war, daß die Tankstellen-Verkaufspreise der Konventions-Mitglieder in den einzelnen Zonen tatsächlich übereinstimmten.
Für das Amt B., das zur zweiten Zone (Rheinland) gehört, betrugen vor Abschluss der Konvention die Tankstellenpreise der späteren Konventionsmitglieder für Benzin 0,29 ℛℳ. je Liter. Diesen Preis nahm auch der Kläger, der seit Februar 1929 seinen Bedarf von der Firma The T. Company in Br. bezog; mit ihr schloß er einen Lieferungsvertrag auf längere Zeit ab. Nach Abschluss der Konvention nahmen die zu ihr gehörigen Firmen eine allgemeine Preiserhöhung vor: für die zweite Zone wurde der Benzinpreis auf 0,33 ℛℳ. hinaufgelegt, die Preise der höherwertigen Treibstoffe Benzol und Benzin-Benzol-Gemisch, die stets über dem Benzinpreis liegen, wurden entsprechend höher festgesetzt. Schon am 24. Oktober 1928 setzen jedoch die Konventionsfirmen den Benzinpreis für die zweite Zone auf 0,32 ℛℳ. herab. Der Kläger hielt dagegen nach wie vor an seinem Preise von 0,29 ℛℳ. für Benzin fest. Infolgedessen stieg sein Absatz, während derjenige der Beklagten zurückging. Nach vergeblichen Versuchen, den Kläger zur Erhöhung seines Preises auf die Konventionspreise zu bewegen, setzten die Beklagten am 25. Februar 1929 einzig und allein für ihre Pumpen in B. den Benzinpreis auf 0,28 ℛℳ. herab. Daraufhin ermäßigte der Kläger seinen Benzinpreis auf 0,26 ℛℳ., worauf die Beklagten den ihrigen für das Amt B. auf 0,25 ℛℳ. heruntersetzten und die Inhaber ihrer Tankstellen allgemein anwiesen, auch in Zukunft den Kläger unter allen Umständen zu unterbieten, und zwar – wie der Kläger behauptet, die Beklagten aber bestreiten – stets um 0,01 ℛℳ. […]“

## Die Entscheidung
Der Fall spielt zu einer Zeit, in der die Rechtslage eine gänzlich andere war als heute: Insbesondere waren Kartelle, was man auch an der unaufgeregten Beschreibung eines solchen im Sachverhalt erkennen kann, nur durch die KartellVO von 1923 – also praktisch überhaupt nicht – begrenzt. Dementsprechend hatte das Reichsgericht den Fall nur anhand des UWG zu beurteilen.
Das Gericht führte mit seinem Urteil den Begriff des Leistungswettbewerbs in das deutsche Lauterkeitsrecht ein, basierend auf einem Gutachten von Nipperdey. Anders als dieser, der meinte, das Kartell müsse sich aufgrund seiner Leistungsfähigkeit durchsetzen können, stufte das RG das Verhalten der Beklagten jedoch als Behinderungswettbewerb und damit als sittenwidrig i. S. d. der alten Generalklausel des § 1 UWG a. F. ein.

## Heutige Rechtslage
Der Fall wäre heute sowohl nach dem Kartell- als auch dem Lauterkeitsrecht zu beurteilen.

### Kartellrecht
Kampfpreisunterbietungen von Kartellen wie im vorliegenden Fall verstoßen gegen § 19 IV und § 20 I GWB. Ebenfalls einschlägig ist Art. 102 AEUV.

### Lauterkeitsrecht
Heute könnte eine Preisunterbietung, sofern sie nicht bereits durch das Kartellrecht untersagt ist, also beispielsweise wenn die Akteure nicht marktbeherrschend oder marktstark sind, durch § 3 I i. V. m. § 4 Nr. 4 UWG erfasst werden. Allerdings gilt eine grundsätzliche Preisunterbietungsfreiheit. Es müssen besondere Umstände, wie eine Verdrängungs- und Vernichtungsabsicht hinzutreten, um eine Unlauterkeit zu begründen. Im vorliegenden Fall war eine solche gegeben, sodass das Verhalten nach heutigen Maßstäben auch nach § 3 I i. V. m. § 4 Nr. 4 UWG unlauter wäre.